# Sorekara
Pour plus de détails, voir Fiche technique et Distribution.
Sorekara (それから) est un film japonais réalisé par Yoshimitsu Morita, sorti en 1985.

## Synopsis
À 30 ans, grâce sa riche famille, Daisuke se consacre à la musique et la littérature. Des problèmes surviennent lorsque son ami Hiraoka vient le visiter avec sa femme Michiyo.

## Fiche technique
- Titre : Sorekara
- Titre original : それから
- Réalisation : Yoshimitsu Morita
- Scénario : Tomomi Tsutsui d'après le roman de Natsume Sōseki
- Musique : Shigeru Umebayashi
- Photographie : Yonezō Maeda (ja)
- Décors : Tsutomu Imamura (ja)
- Montage : Akira Suzuki (ja)
- Production : Mitsuru Kurosawa
- Société de production : Tōei
- Pays de production :  Japon
- Langue originale : japonais
- Genre : drame
- Format : couleur - 1,85:1 - 35 mm
- Durée : 130 minutes[1]
- Dates de sortie : 
  - Japon : 9 novembre 1985[1]

## Distribution
- Yūsaku Matsuda : Daisuke Nagai
- Miwako Fujitani : Michiyo Hiraoka
- Kaoru Kobayashi : Tsunejiro Hiraoka
- Morio Kazama : Suganuma, le frère de Michiyo
- Chishū Ryū : Toku Nagai
- Katsuo Nakamura : Seigo Nagai
- Mitsuko Kusabue : Umeko Nagai
- Kenji Haga : Kadono
- Jun Izumi : Joro
- Maiko Kawakami : Kozome, la geisha
- Jun Miho : la fille de Sagawa
- Yumi Morio : Nui Nagai
- Issei Ogata : Terao

## Distinctions
Le film a été nommé pour douze Japan Academy Prizes et en a remporté quatre : meilleur second rôle masculin pour Kaoru Kobayashi (conjointement avec sa performance dans Koibumi), meilleure photographie pour Yonezō Maeda (conjointement pour son travail sur Checkers in Tan Tan tanuki), meilleures lumières pour Kazuo Yabe (conjointement pour son travail sur Checkers in Tan Tan tanuki), meilleur montage pour Akira Suzuki (ja) (conjointement pour son travail sur huit autres films) et meilleur son pour Fumio Hashimoto (conjointement pour son travail sur cinq autres films).